# تپه گویزی حسین
تپه گویزی حسین در شهرستان بانه، بخش مرکزی، دهستان شوی، روستای ترخان آباد واقع شده و این اثر در تاریخ ۱۵ دی ۱۳۸۷ با شمارهٔ ثبت ۲۴۱۶۶ به‌عنوان یکی از آثار ملی ایران به ثبت رسیده است.